# Max Laeuger

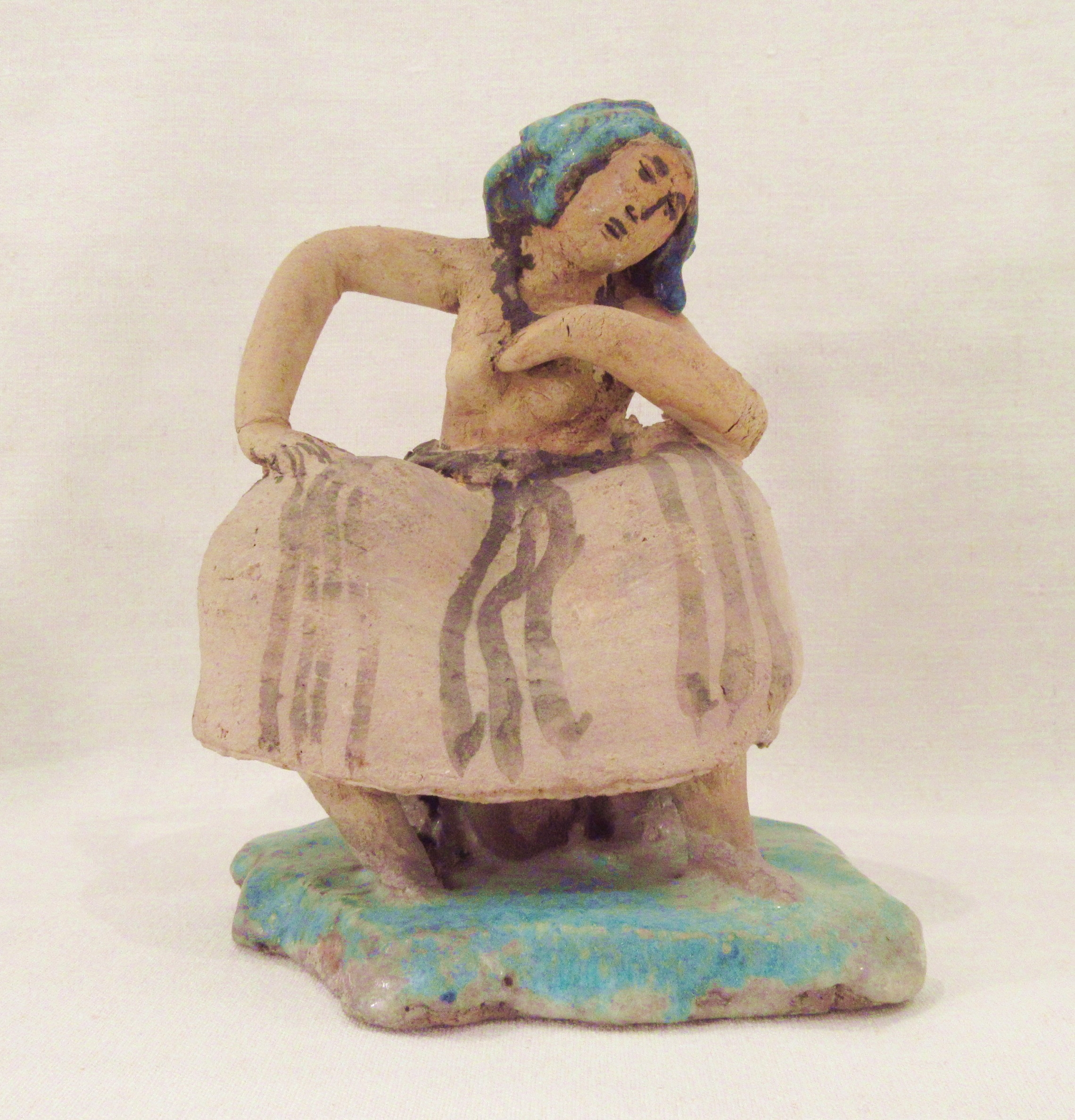

Max Laeuger (* 30. September 1864 in Lörrach; † 12. Dezember 1952 ebenda; vollständiger Name: Josef Maximilian Laeuger) war ein deutscher Keramiker, Kunstgewerbler und Architekt.

## Leben
Laeuger wurde als Sohn des Büchsenmachers Tobias Laeuger und der Architektentochter Sophie Adler geboren. Von 1880 bis 1883 studierte er u. a. bei Franz Sales Meyer an der Kunstgewerbeschule Karlsruhe. Dort wurde er 1884 Hilfslehrer und später für zwei Jahre Assistent. Im Jahr 1898 erhielt er an der Technischen Hochschule Karlsruhe eine außerordentliche Professur für Figurenzeichnen, 1904 eine ordentliche Professur. Seine Lehrtätigkeit wurde auf Innenarchitektur und Gartenkunst erweitert. Seine reguläre Emeritierung erfolgte 1933, der tatsächliche Abschied war zwei Jahre später.
Nachdem er sich ab 1892 in Kandern und in Karlsruhe mit Keramik beschäftigt hatte, gründete er 1897 die Werkstatt Prof. Laeuger'sche Kunsttöpfereien, die zu den Tonwerken Kandern gehörte. Bis 1914 entstanden hier 738 Gefäß- und 320 baukeramische Entwürfe. 1916 richtete er sich an der Karlsruher Hoffstraße eine eigene Keramikwerkstatt ein. Hier schuf er bis 1944 u. a. rund 5000 Unikat-Keramiken. Von 1921 bis 1929 lieferte er seriell auszuführende Entwürfe für die Karlsruher Majolika-Manufaktur. An der Badischen Landeskunstschule Karlsruhe hatte er von 1920 bis 1922 einen Lehrauftrag für Keramik inne.

## Ehrungen
Die Stadt Lörrach verlieh Max Laeuger 1939 die Ehrenbürgerwürde und die Technische Hochschule Dresden die Ehrendoktorwürde. In der Lörracher Nordstadt ist eine Straße nach ihm benannt.
Auf Initiative des Architekten Paul Schmitthenner, nach einer anderen Quelle auf die des Generalbaurats für die Neugestaltung von München, Hermann Giesler, ließ Adolf Hitler Laeuger im Mai 1944 über seinen Rüstungsminister und heimlichen Kunstbeauftragten Albert Speer die Goethe-Medaille für Kunst und Wissenschaft verleihen, eine der höchsten künstlerischen Auszeichnungen des NS-Reichs. Schmitthenner war während seines Studiums an der Technischen Hochschule Karlsruhe Schüler Laeugers und von dessen Lehre tief beeindruckt; Giesler, der selbst fast zehn Jahre lang als Keramiker gearbeitet hatte, schätzte das keramische Werk Laeugers in hohem Maß.

## Werk

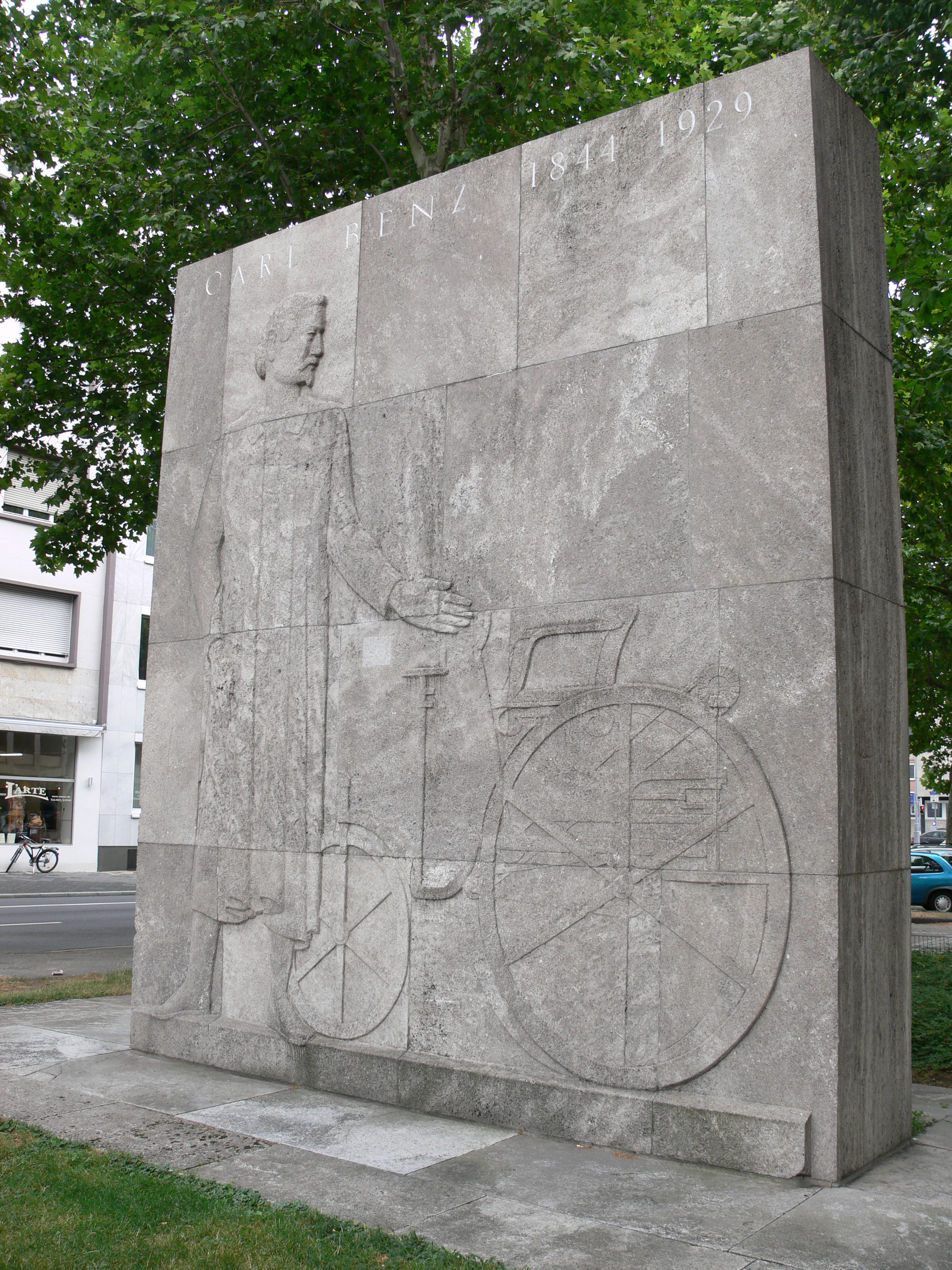
Carl-Benz-Denkmal in der Augustaanlage in Mannheim (1933)

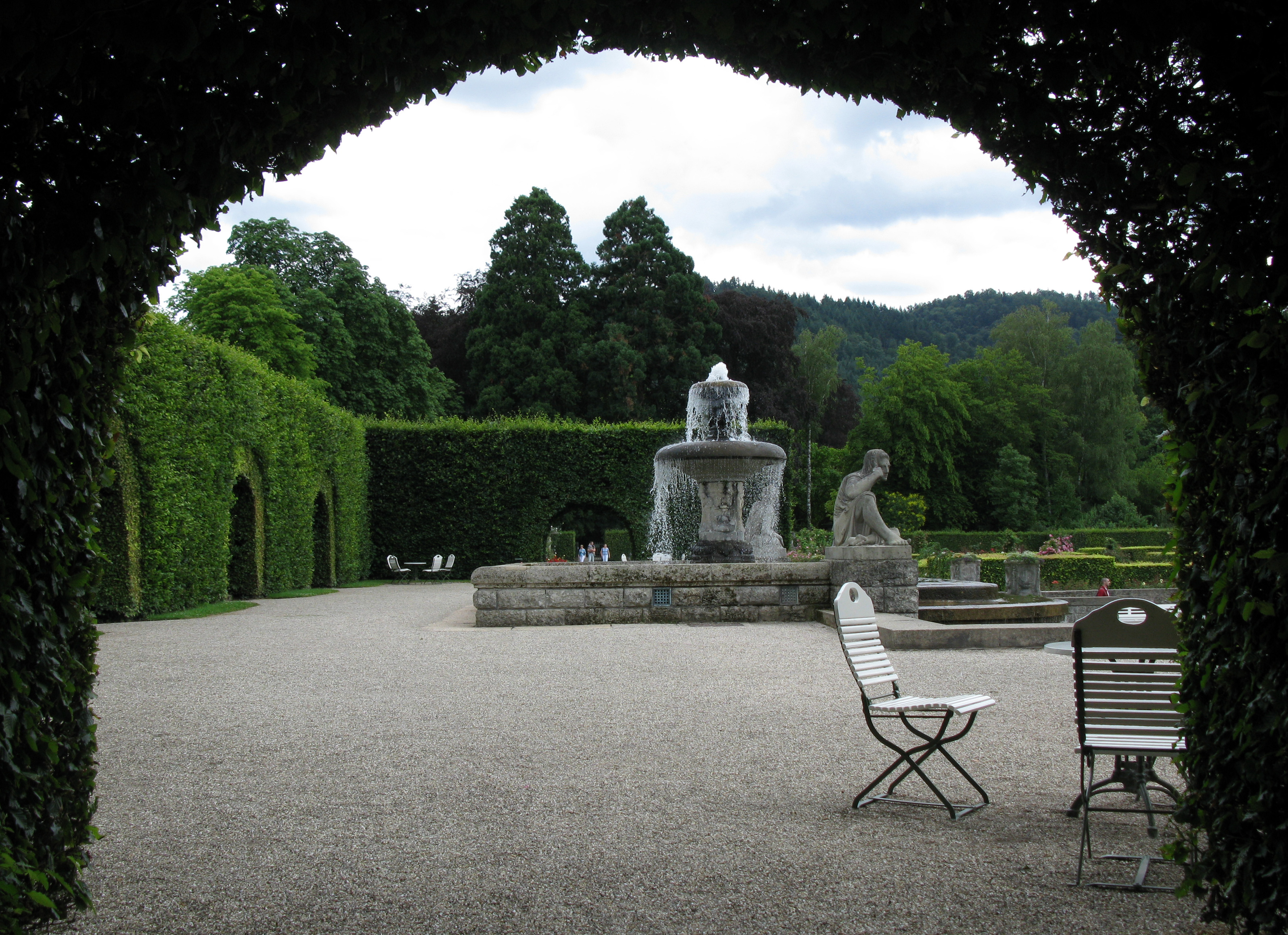
Gönneranlage in Baden-Baden (1909–1912)

Max Laeuger war 1907 Gründungsmitglied des Deutschen Werkbunds. Er war künstlerisch in vielen Bereichen tätig, arbeitete als Grafiker, Maler und Glasmaler, Keramiker sowie als Architekt, Innenarchitekt und Gartenarchitekt und entwarf kunsthandwerkliche Objekte. Daneben verfasst er auch einige kunstdidaktische Werke.

### Keramik
Max Laeuger gilt als einer der Wegbereiter der deutschen Kunstkeramik des 20. Jahrhunderts. Seine in den Tonwerken Kandern zwischen 1897 und 1914 ausgeführten Prof. Laeuger’schen Kunst-Töpfereien lieferten einen bedeutenden Beitrag zum deutschen Jugendstil. Diese Ziergefäße und Baukeramiken zeigten auf farbigen Gründen bunte, mit Schlicker aufgemalte, zumeist pflanzliche, naturalistische bis abstrahiert stilisierte Dekore. Die Marke für die Kanderner Produkte, die von Max Laeuger entworfen worden sind, besteht aus der Pressmarke MLK (Max Laeuger Karlsruhe) im Quadrat, dazu GESETZL.: GESCHZT., häufig in Verbindung mit MUSTER GESETZL. GESCHTZT. Die häufig mit dieser Marke verwechselte Stempel- oder Ritzmarke KTK (Kunsttöpferei Tonwerke Kandern) im Quadrat hat nichts mit Max Laeuger zu tun – die Entwürfe von derart markierten Objekten stammen von anderen Mitarbeitern der Tonwerke Kandern, werden aber oft für Arbeiten Laeugers gehalten, da sie diesen in Machart und Anmutung sehr ähneln. Mit seinen Unikaten unternahm Laeuger künstlerisch später einen großen Schritt nach vorne. Mit den zwischen 1916 und 1944 in seiner eigenen Karlsruher Werkstatt überwiegend eigenhändig ausgeführten Bildfliesen, Reliefs und Plastiken hob er die Grenzen zwischen den einzelnen Genres der Kunst konsequent auf und bereitete somit der modernen Künstlerkeramik den Boden.

### Glasmalereien
Darüber hinaus schuf er Glasmalereien u. a. in der Mannheimer Johanneskirche, der Karlsruher Lutherkirche, der Basler Pauluskirche und der Berner Pauluskirche.

### Architektur und Innenausbauten
Max Laeuger lehrte auch Architektur und entwarf Bauten und Innenausbauten, wobei er viele Anregungen von seinem Freund und Hochschulkollegen Friedrich Ostendorf verarbeitete. In der Werkliste bei archINFORM etwa werden das Haus Bunge in Aerdenhout (Niederlande) (1907–1911), die Villa Albert (1909/1910), das Landhaus Simons in Elberfeld (1913) und das Haus Wilmanns in Heidelberg (1927) genannt. Für seinen „Ziehbruder“ Karl Küchlin entwarf er eine Villenkolonie im Bohrertal in Horben bei Freiburg im Breisgau (1904), das Küchlin-Theater in Basel (1912) und die Villa Küchlin in Horben (1923). Andere Landhäuser für Bauherren aus der Schweiz waren der Rätische Hof in Basel (Haus Pradella-Burckhardt, Arnold-Böcklin-Strasse 1, 1923) und das Haus Acher in Weggis am Vierwaldstättersee.

### Gartenarchitektur und -kunst

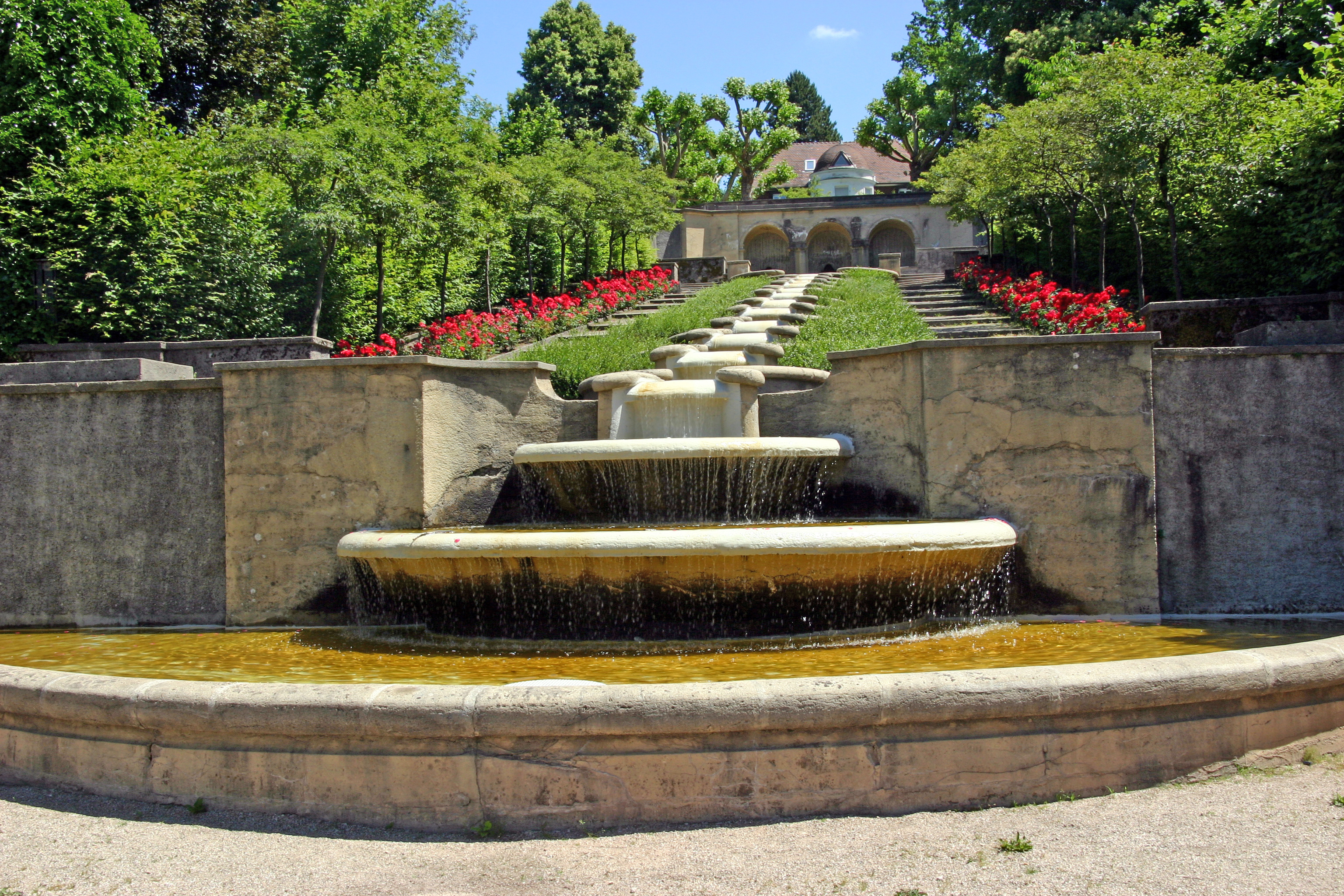
Wasserkunstanlage Paradies in Baden-Baden (1921–1925)

1908/1909 zeichnete Laeuger für die Gartengestaltung der von Joseph Maria Olbrich entworfenen Villa Feinhals des Kölner Unternehmers Josef Feinhals in Köln-Marienburg verantwortlich. Insbesondere in Baden-Baden und Karlsruhe befinden sich viele von Max Laeuger geschaffene Kunstwerke, darunter die Gönneranlage, eine an der Oos gelegene Gartenanlage in unmittelbarer Nachbarschaft der Lichtentaler Allee in Baden-Baden. Sie wurde vom deutsch-amerikanischen „Kaffeekönig“ Hermann Sielcken gestiftet, nach dem Baden-Badener Oberbürgermeister Albert Gönner benannt, von Max Laeuger entworfen und zwischen 1907 und 1911 angelegt. Eine weitere bedeutende deutsche Gartenkunst-Schöpfung ist die im Jahr 1925 nach Plänen von Max Laeuger errichtete Wasserkunstanlage Paradies, ebenfalls ins Baden-Baden. Auch die Fieser-Brücke mit ihren keramischen Schmuckvasen und die Gruft für Maria Maximilianowna, Prinzessin Wilhelm von Baden, in der Russischen Kirche wurden nach Laeugers Entwürfen ausgeführt. In Karlsruhe schuf Laeuger u. a. zwischen 1914 und ca. 1919 einen Ehrenfriedhof auf dem Hauptfriedhof, zwischen 1915 und 1924 einen Bebauungsplan für die Gartenstadt Karlsruhe und 1924/1925 den Ehrenhof der Technischen Hochschule mit einem Brunnen und dem Heinrich-Hertz-Denkmal. 1928 gewann Laeuger bei den Kunstwettbewerben der Olympischen Spiele in Amsterdam eine Bronzemedaille für seine Arbeit „Stadt-Park Hamburg 1908“.

## Ausstellungen und Nachlass
Laeugers keramische, grafische und plastische Arbeiten wurden in zahlreichen Ausstellungen präsentiert, so beispielsweise auf den Weltausstellungen 1900 in Paris, 1904 in St. Louis und 1910 in Brüssel. Auch heute noch finden immer wieder Ausstellungen seiner Werke statt: Neben Dauerausstellungen u. a. im Heimat- und Keramikmuseum Kandern und in den Karlsruher Außenstellen Museum beim Markt und Museum in der Majolika des Badischen Landesmuseums wurde zuletzt anlässlich seines 150. Geburtstags 2014 im Schloss Karlsruhe eine Ausstellung des Gesamtwerks gezeigt; danach war diese Ausstellung in geänderter Form bis 3. Mai 2015 im Dreiländermuseum in Lörrach zu sehen.
Max Laeugers schriftlicher und zeichnerischer Nachlass befindet sich in der Badischen Landesbibliothek in Karlsruhe, darunter hunderte Bilder, Zeichnungen, Pläne, Skizzen u. a. Die daneben größten öffentlichen Sammlungen von Werken Max Laeugers besitzen das Badische Landesmuseum Karlsruhe mit einem Bestand von weit mehr als 600 Arbeiten (Keramiken, Möbel, Teppiche, Zeichnungen, Gemälde, Grafiken) und das Dreiländermuseum in Lörrach mit 522 Kunstkeramiken aus allen Schaffensperioden sowie Bildern in verschiedenen Techniken und einigen Skizzen, Studien und Plänen. Die Graphische Sammlung der Staatlichen Kunsthalle Karlsruhe besitzt 44 Zeichnungen auf Papier, das Südwestdeutsche Archiv für Architektur und Ingenieurbau (SAAI) am KIT in Karlsruhe Zeichnungen und Pläne auf Papier.